# Coppa Svizzera (hockey su ghiaccio)
La Coppa Svizzera di hockey su ghiaccio è stato un torneo organizzato in Svizzera dal 1957 e terminato temporaneamente dopo l'edizione del 1966. A partire dalla stagione 2014-2015 venne riproposta con fasi a eliminazione diretta fino alla stagione 2020-2021. La formula prevedeva la partenza dai sedicesimi in cui si affrontanavo 32 squadre.

## Formula
Dal 1957, anno di fondazione, la coppa si è sempre svolta con la formula dello scontro diretto a turno singolo. Nel 1966 si è svolta l'ultima edizione di questo tipo.
Nel 2013 è stato annunciato che dall'anno successivo il torneo sarebbe ritornato ma ad eliminazione diretta. Le squadre partecipanti sono 32: 12 di LNA, 10 di LNB e 10 di leghe minori che si affrontano a partire dai sedicesimi di finale. Nel primo turno non si sfidano i team di LNA e le partite si disputano sulle piste delle squadre di categoria inferiore. C'è anche una divisione in base alla collocazione geografica.

## Albo d'oro
- 1957:  Young Sprinters
- 1958:  Young Sprinters
- 1959:  Servette
- 1960:  Zürcher SC
- 1961:  Zürcher SC
- 1962:  Ambrì-Piotta
- 1963:  Young Sprinters
- 1964:  Visp
- 1965:  Berna
- 1966:  Grasshopper Zürich
- 1972:  Ginevra-Servette
- 2015:  Berna
- 2016:  ZSC Lions
- 2017:  Kloten Flyers
- 2018:  Rapperswil-Jona Lakers
- 2019:  Zugo
- 2020:  Ajoie
- 2021:  Berna

## Titoli vinti per squadra
| Squadra                | Titoli | Anni             |
| ---------------------- | ------ | ---------------- |
| Young Sprinters        | 3      | 1957, 1958, 1963 |
| ZSC Lions              | 3      | 1960, 1961, 2016 |
| Berna                  | 3      | 1965, 2015, 2021 |
| Ginevra-Servette       | 2      | 1959, 1972       |
| Ambrì-Piotta           | 1      | 1962             |
| Visp                   | 1      | 1964             |
| Grasshopper Zürich     | 1      | 1966             |
| Kloten Flyers          | 1      | 2017             |
| Rapperswil-Jona Lakers | 1      | 2018             |
| Zugo                   | 1      | 2019             |
| Ajoie                  | 1      | 2020             |